# Phyllophaga cupuliformis
Phyllophaga cupuliformis är en skalbaggsart som beskrevs av Wann Langston, Jr. 1924. Phyllophaga cupuliformis ingår i släktet Phyllophaga och familjen Melolonthidae. Inga underarter finns listade i Catalogue of Life.